# كيفالونيا
جزيرة جفلونية أو كِفَلنية أو (نقحرة: كيفالونيا) (باليونانية: Κεφαλονιά أو Κεφαλλονιά) هي أكبر الجزر الأيونية في غرب اليونان وسادس أكبر جزيرة في اليونان بعد كريت ووابية ولسبوس ورودس وخيوس. وهي أيضًا وحدة إقليمية منفصلة لمنطقة الجزر الأيونية. كانت أبرشية كاثوليكية لاتينية سابقة كيفالونيا-زاكينثوس (كيفالونيا-زانتي). لفترة قصيرة، كانت كيفالونيا تُعرف أيضًا باسم كرسي أسقفي اعتباري يحمل اسم كيفالونيا فقط.

## تاريخيًا

### العصور القديمة

#### أسطورة
هناك أسطورة تشرح اسم كيفالينيا وتعزز روابطها الثقافية مع أثينا، وتربط الجزيرة بالشخصية الأسطورية لكيفالوس، الذي ساعد أمفيتريون موكناي في الحرب ضد التافيين والتليبوانز. تمت مكافأته بجزيرة سام، والتي أصبحت تعرف فيما بعد باسم كيفالينيا.
تم اقتراح كيفالونيا أيضًا على أنها هوميروس إيثاكا، موطن أوديسيوس، بدلًا من الجزيرة الأصغر التي تحمل هذا الاسم اليوم. اقترح روبرت بيتلستون، في كتابه أوديسيوس غير منضم، أن باليكي، التي أصبحت الآن شبه جزيرة كيفالونيا، كانت جزيرة منفصلة خلال أواخر العصر البرونزي، وربما كان هذا هو ما كان هوميروس يشير إليه عندما وصف إيثاكا. وقد قام مشروع بدأ في صيف عام 2007 واستمر لمدة ثلاث سنوات بدراسة هذا الاحتمال.
تمت الإشارة إلى كيفالونيا أيضًا فيما يتعلق بالإلهة بريتومارتيس، باعتبارها الموقع الذي يقال إنها تلقت فيه التكريم الإلهي من السكان تحت اسم لافريا.

#### العصور القديمة والكلاسيكية
منذ القرن السادس قبل الميلاد على الأقل، هيمنت على الجزيرة أربع دويلات مدن (بوليس): بالي (ليكسوري الحديثة)، كراني (أرجوستولي حاليًا)، سام (سامي حديثًا) وبرونوي. قام الأربعة بصك العملات المعدنية الخاصة بهم، بالإضافة إلى بناء المعابد والتحصينات الضخمة، سواء في المدن نفسها أو في المناطق الريفية المحيطة بها. لم يول الكتاب القدماء عمومًا سوى القليل من الاهتمام للجزيرة طوال العصور القديمة، ولكن هناك بعض المراجع البارزة، ويبدو أن مدن كيفالونيا كانت متورطة في التطورات والأحداث في جميع أنحاء العالم اليوناني الأوسع. فاز شخص يدعى ميلامبوس، من كيفالونيا، بمسابقة القيثارة والأغنية في الألعاب البيثية في دلفي عام 582 قبل الميلاد. قاتل 200 من جنود المشاة من بالي جنبًا إلى جنب مع اليونانيين الآخرين ضد الفرس في المعركة الحاسمة في بلاتيا، وجميع مدن كيفالونيا الأربع المتحالفة مع أثينا خلال الحرب البيلوبونيسية. كانت الجزيرة ذات قيمة استراتيجية بالنسبة للأثينيين، لأنها تقع بالقرب من مدخل خليج كورنث. حاول الكورنثيون، دون جدوى، مهاجمة كرين في عام 431 قبل الميلاد، وبعد 10 سنوات، استقرت أثينا مجموعة من الهاربين الإسبرطيين في الجزيرة. أخيرًا، تم تجنيد مجموعة من جنود كيفالونيا من قبل الجنرال الأثيني ديموسثينيس كجزء من الحملة الصقلية المشؤومة في 415-413 قبل الميلاد.

#### الفترات الهلنستية والرومانية
احتفظت مدن كيفالونيا بعلاقات وثيقة مع أثينا بعد نهاية الحرب البيلوبونيسية، على الرغم من انتصار سبارتان. ربما كان النفوذ الأثيني، بما في ذلك الضرائب المباشرة الثقيلة في القرن الرابع قبل الميلاد، حافزًا لمدينة جديدة مخططة ومحصنة في سام، والتي يبدو أنها سيطرت بشكل متزايد على مدينة برونوي الأصغر.
ساهمت مدن كيفالونيا مرة أخرى بالقوات والسفن في الأحداث العسكرية اليونانية الأوسع، وهذه المرة غزو الإسكندر الأكبر وغزو الإمبراطورية الفارسية. وفي القرون اللاحقة، أصبحت الجزيرة قريبة جدًا من الدوري الأيتولي. ونتيجة لذلك، تم غزوها من قبل الملك المقدوني فيليب الخامس في عام 218 ق.م. ومن ثم من قبل الجمهورية الرومانية في عام 189 قبل الميلاد، التي غزت نفس بعد حصار طويل. منذ ذلك الحين فصاعدًا، فقدت كيفالونيا أهميتها الإستراتيجية، وبالتالي تراجعت من الناحية الاجتماعية والاقتصادية. من الناحية الأثرية، هيمنت على الفترة الرومانية الفيلات الفخمة على السواحل، على النقيض من النشاط القليل في المدن القديمة. ويبدو أن الروابط القديمة بأثينا ظلت قوية، إذ أهدى الإمبراطور هادريان الجزيرة للمدينة خلال فترة حكمه.

### العصور الوسطى
في أواخر الإمبراطورية الرومانية، كانت كيفالونيا جزءًا من مقاطعة أخائية الرومانية. من الناحية الكنسية، كانت صاحبة حق الاقتراع في متروبوليس نيكوبوليس (أبرشية إبيروس الأول). نجت المدن الأربع القديمة في الجزيرة حتى العصور القديمة المتأخرة، ومن المحتمل أن تكون سامي هي عاصمة الجزيرة.
بعد خسارة الجزء الأكبر من إيطاليا، وتوسع المسلمين في غرب البحر الأبيض المتوسط، أصبحت الجزيرة قاعدة عمليات ذات أهمية استراتيجية للإمبراطورية البيزنطية في المنطقة، حيث منعت غارات المسلمين على البحر الأدرياتيكي وكانت بمثابة جسر للبعثات الاستكشافية. في إيطاليا. منذ القرن الثامن، كانت مركزًا لموضوع كيفالينيا الذي يحمل الاسم نفسه. في الوقت نفسه، تم نقل العاصمة إلى قلعة القديس جورج، وهو موقع أكثر حماية في داخل الجزيرة. تم إعادة توطين المردة في كيفالونيا للعمل كمشاة البحرية، وكان يتم نفي السجناء السياسيين هناك أحيانًا.
أدت خسارة إيطاليا البيزنطية عام 1071 إلى تقليص أهمية كيفالونيا، وانتقلت إدارتها من حكم عسكري إلى قاض مدني (كريتس). حاصر النورمان الإيطاليون مدينتها الرئيسية في عام 1085، ونهب البنادقة الجزيرة في عام 1126. تم الاستيلاء على كيفالونيا أثناء الغزو النورماندي الثالث للبلقان عام 1185، وأصبحت جزءًا من مقاطعة كيفالونيا وزاكينثوس تحت مملكة صقلية وسيادة البندقية، حتى هزم الكونت ليوناردو الثالث توكو الأخير وتم احتلال الجزيرة من قبل الإمبراطورية العثمانية عام 1479.

### الحكم الفينيسي
استمر الحكم التركي حتى عام 1500 فقط، عندما استولى الجيش الإسباني الفينيسي على كيفالونيا، وهو نجاح نادر لمدينة البندقية في الحرب العثمانية البندقية الثانية. في أعقاب غزو البندقية، استقبلت الجزيرة تدفقًا من اللاجئين المدنيين والعسكريين (stradioti) من حصون البندقية المفقودة في مودون وكورون، بالإضافة إلى العديد من المستعمرين من جزيرة كريت التي تحكمها البندقية.
منذ ذلك الحين، بقيت كيفالونيا وإيثاكا جزءًا من ستاتو دا مار لجمهورية البندقية حتى نهايتها، بعد مصير الجزر الأيونية، التي اكتملت بالاستيلاء على ليفكاس من الأتراك عام 1684. معاهدة كامبوفورميو تفكيك جمهورية البندقية منحت الجزر الأيونية لفرنسا، وهي قوة استكشافية فرنسية على متن السفن التي تم الاستيلاء عليها في البندقية وسيطرت على الجزر في يونيو 1797.
وبسبب الوضع الليبرالي في الجزيرة، قام حاكم البندقية مارك أنطونيو جوستينياني (1516-1571) بطباعة الكتب العبرية وتصديرها إلى شرق البحر الأبيض المتوسط بأكمله. في عام 1596، بنى البنادقة قلعة أسوس، وهي إحدى مناطق الجذب السياحي الرئيسية في كيفالونيا اليوم. من القرن السادس عشر إلى القرن الثامن عشر، كانت الجزيرة واحدة من أكبر مصدري الكشمش في العالم مع زاكينثوس، وكانت تمتلك أسطولًا كبيرًا للشحن، حتى أنها قامت بتكليف السفن من حوض بناء السفن في دانزيج. تم بناء مدنها وقراها في الغالب على قمم التلال، لمنع الهجمات من مجموعات القراصنة التي أبحرت في البحر الأيوني خلال عشرينيات القرن التاسع عشر.

## المعالم السياحية

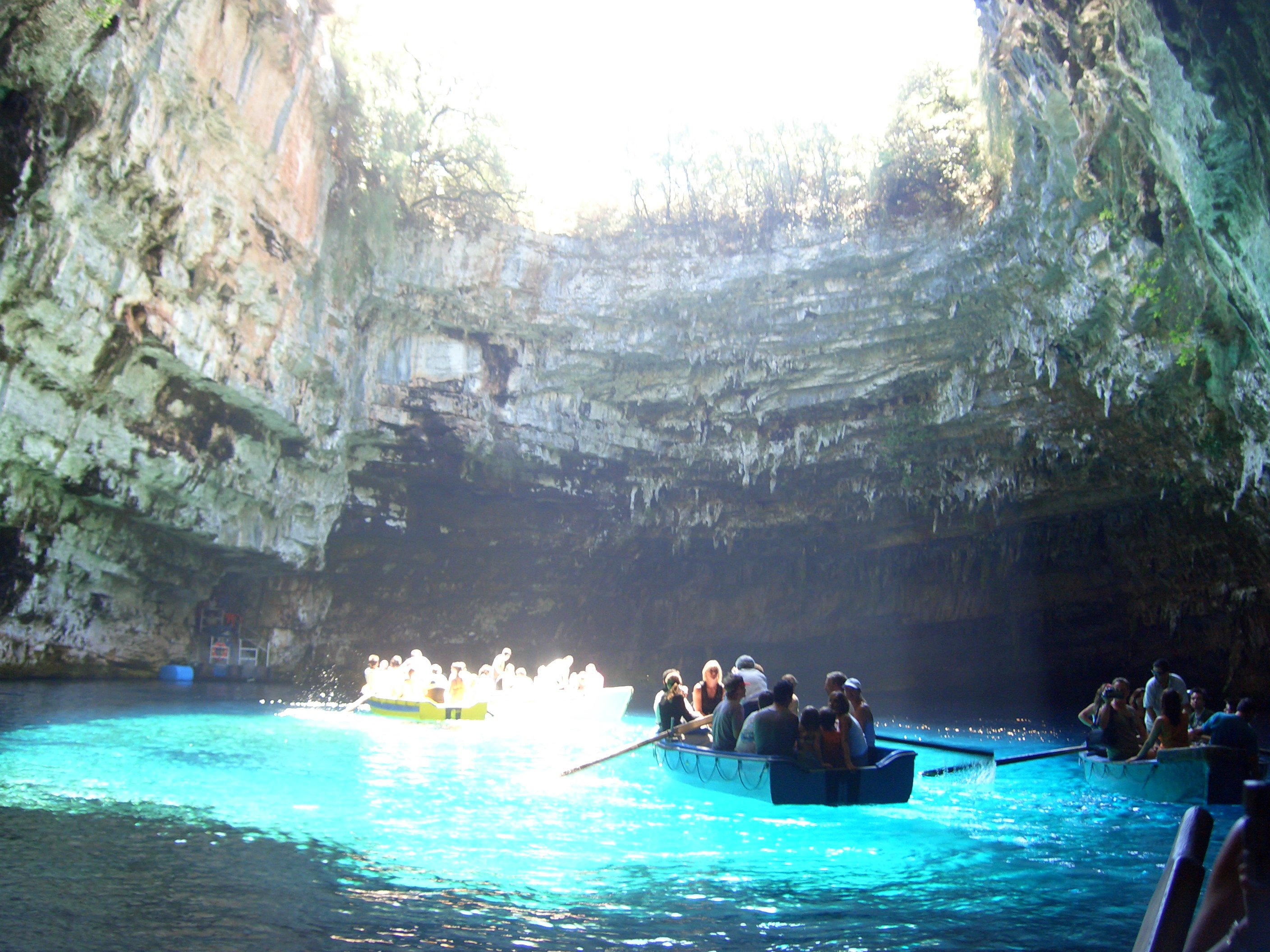
كهف تقطر ميليساني والبحر:Melissani
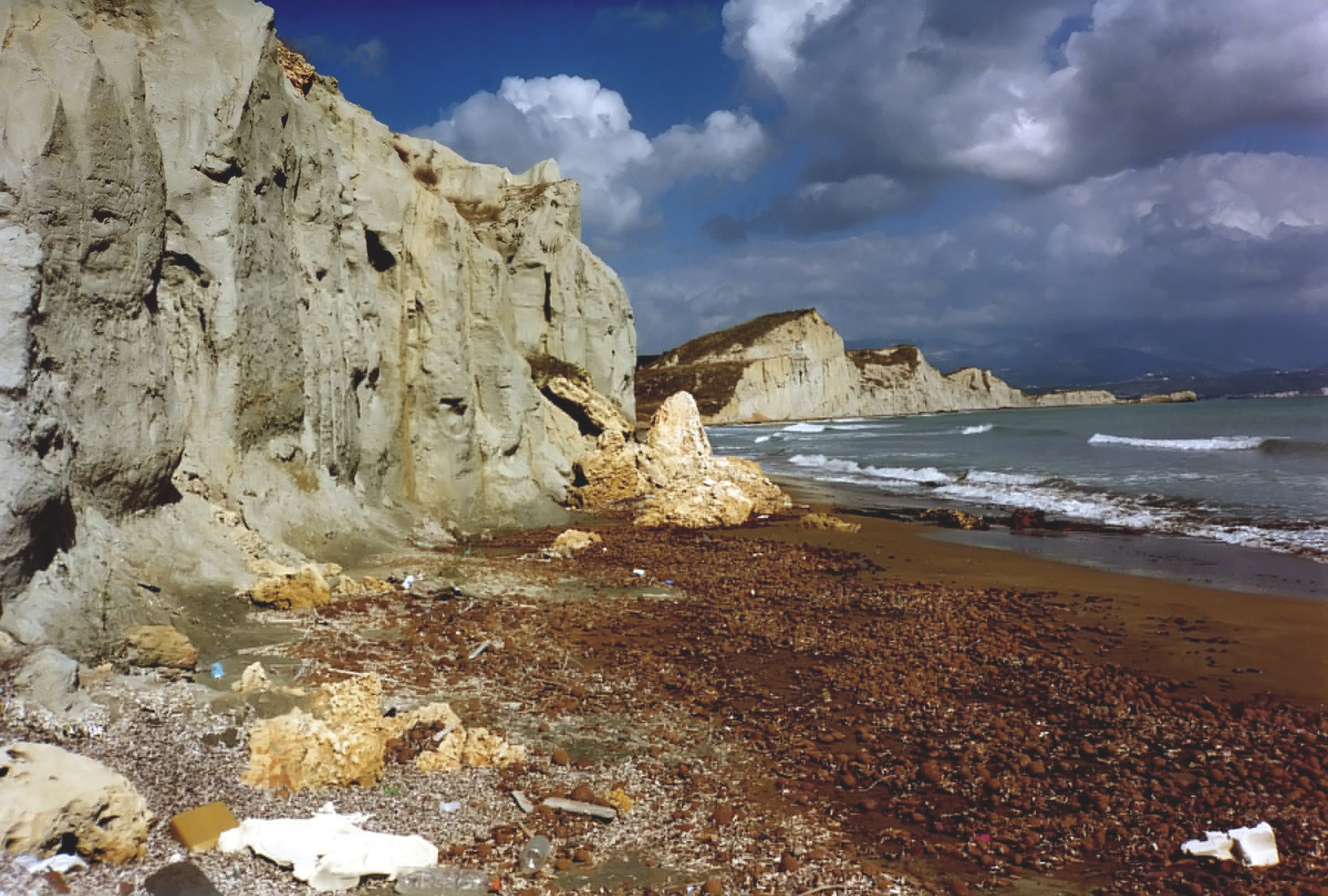
الساحل عند كسي Xi
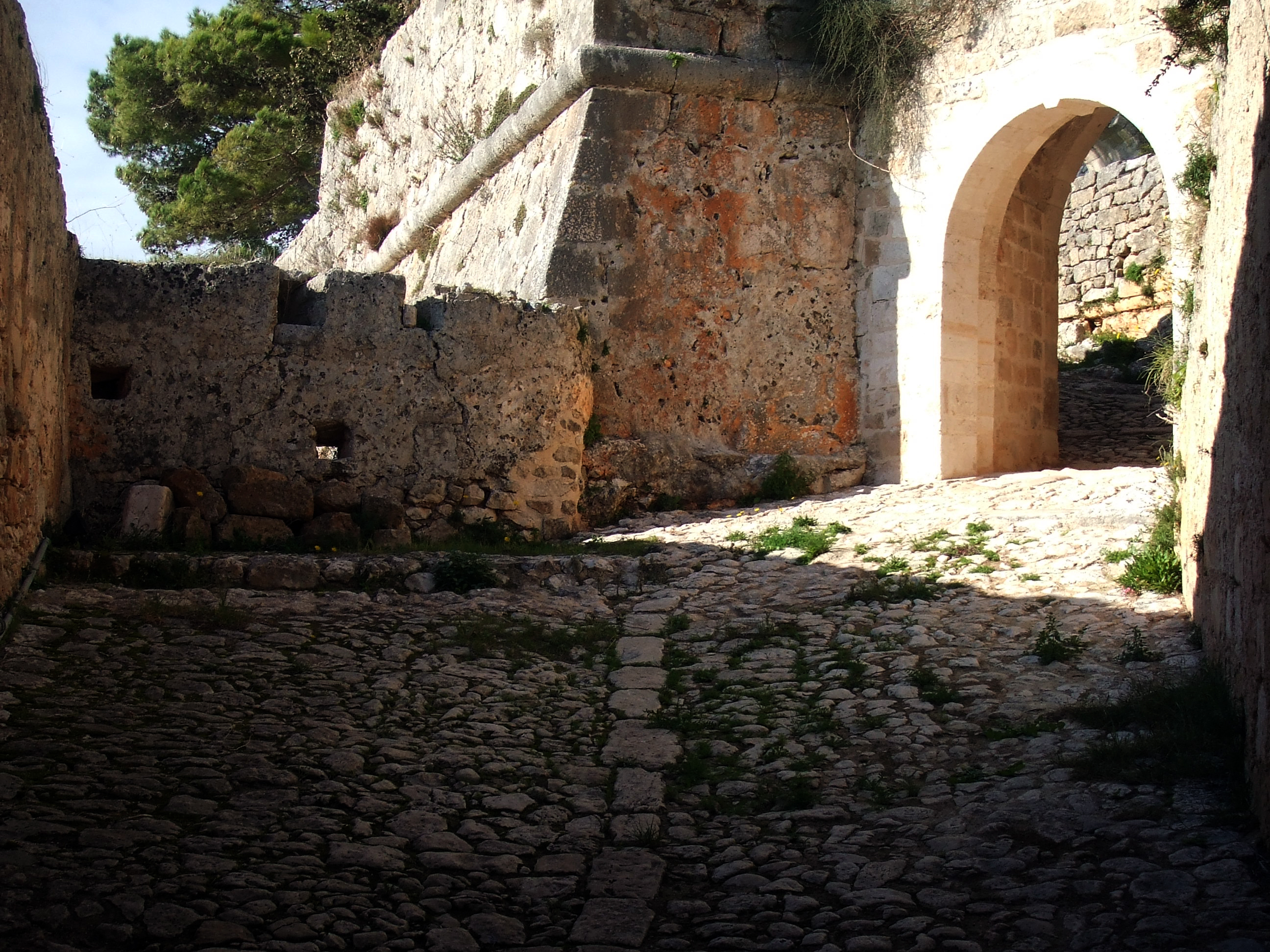
Agios Georgios
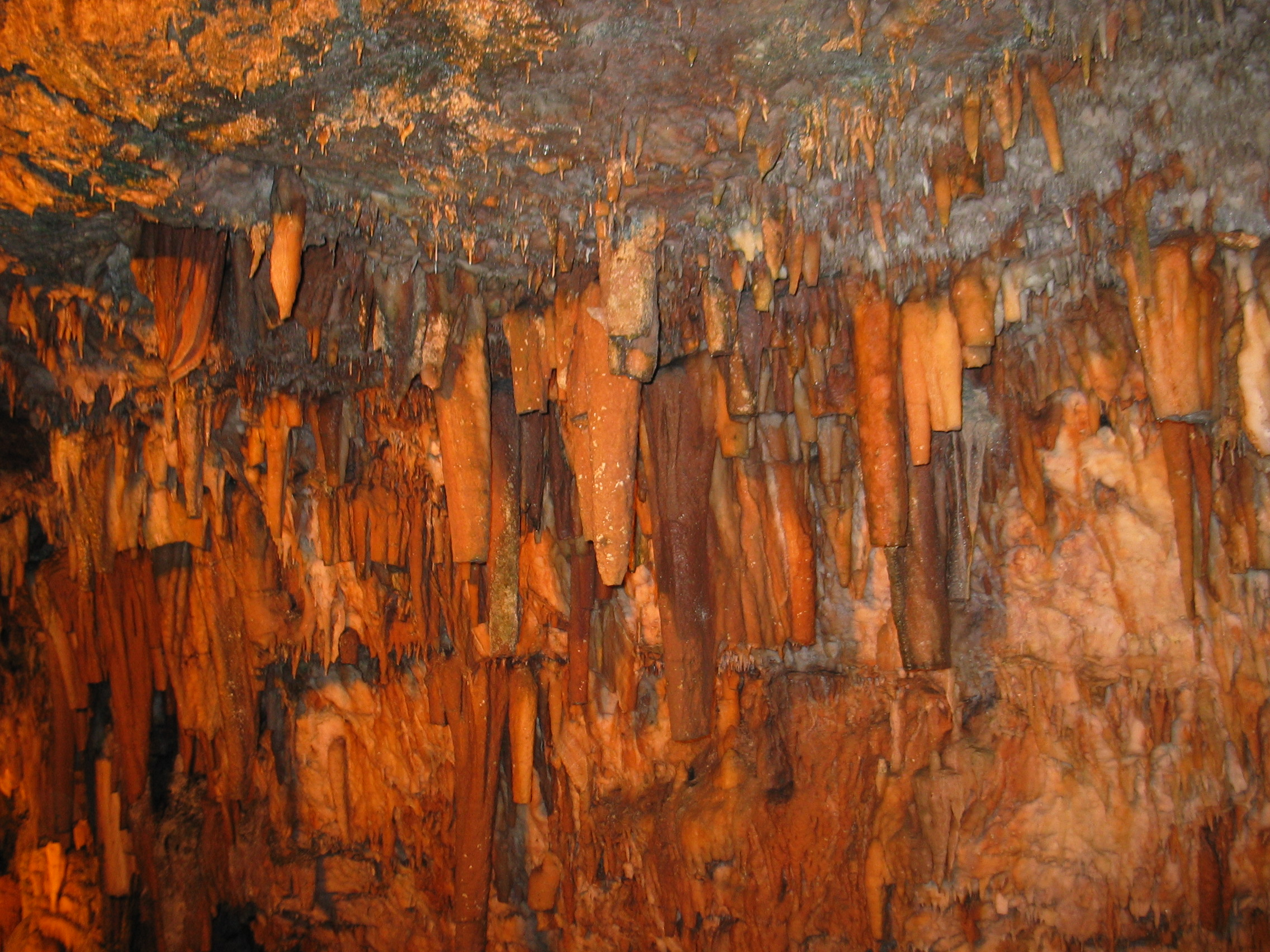
كهف تقطر دروجاراتي

## أعلام
- روبرت جيسكارد
- بانايس أثاناس فاجليانو

## اقرأ أيضا
- ميتيورا